# Last Night on Earth (canción de Green Day)
«Last Night on Earth» ("Última noche en la Tierra") es la séptima canción del octavo álbum de la banda Green Day.La canción habla de una carta que Christian manda a Gloria para decirle que la ama y que quiere saber como está ella y donde se encuentra.La canción es una continuación de ¡Viva La Gloria! ya que también habla de que Christian está preocupado por la noticia de que Gloria está embarazada y que si la volverá a ver. La canción ha recibido buenas críticas, ya que se aprecia una canción muy distinta al estilo de la banda, aunque no es tan diferente dado que es una balada punk. En la canción se observa una melodía que fue fuertemente influenciada en la música de The Beatles.
- Datos: Q5971424